# ITER
Construção do ITER (Cadarache, 
Bouches-du-Rhône, França, 2018).
International Thermonuclear Experimental Reactor - (ITER) é um projeto de reator experimental a fusão nuclear baseado na tecnologia do Tokamak. O projecto ITER é uma experiência destinada a atingir a próxima fase na evolução da energia nuclear, como meio de gerar electricidade isenta de emissões.
O ITER faz parte dos aparelhos de pesquisa fundamental no Reino Unido, nos EUA, na França e na Suíça, e seus promotores estimam que há progressos em relação ao seu objetivo.
O projeto é uma cooperação internacional envolvendo a República Popular da China, União Europeia (representada pela Euratom), Índia, Japão, Coreia do Sul, Rússia e Estados Unidos da América, sob o patrocínio da Agência Internacional de Energia Atômica (IAEA).

## Princípio de funcionamento

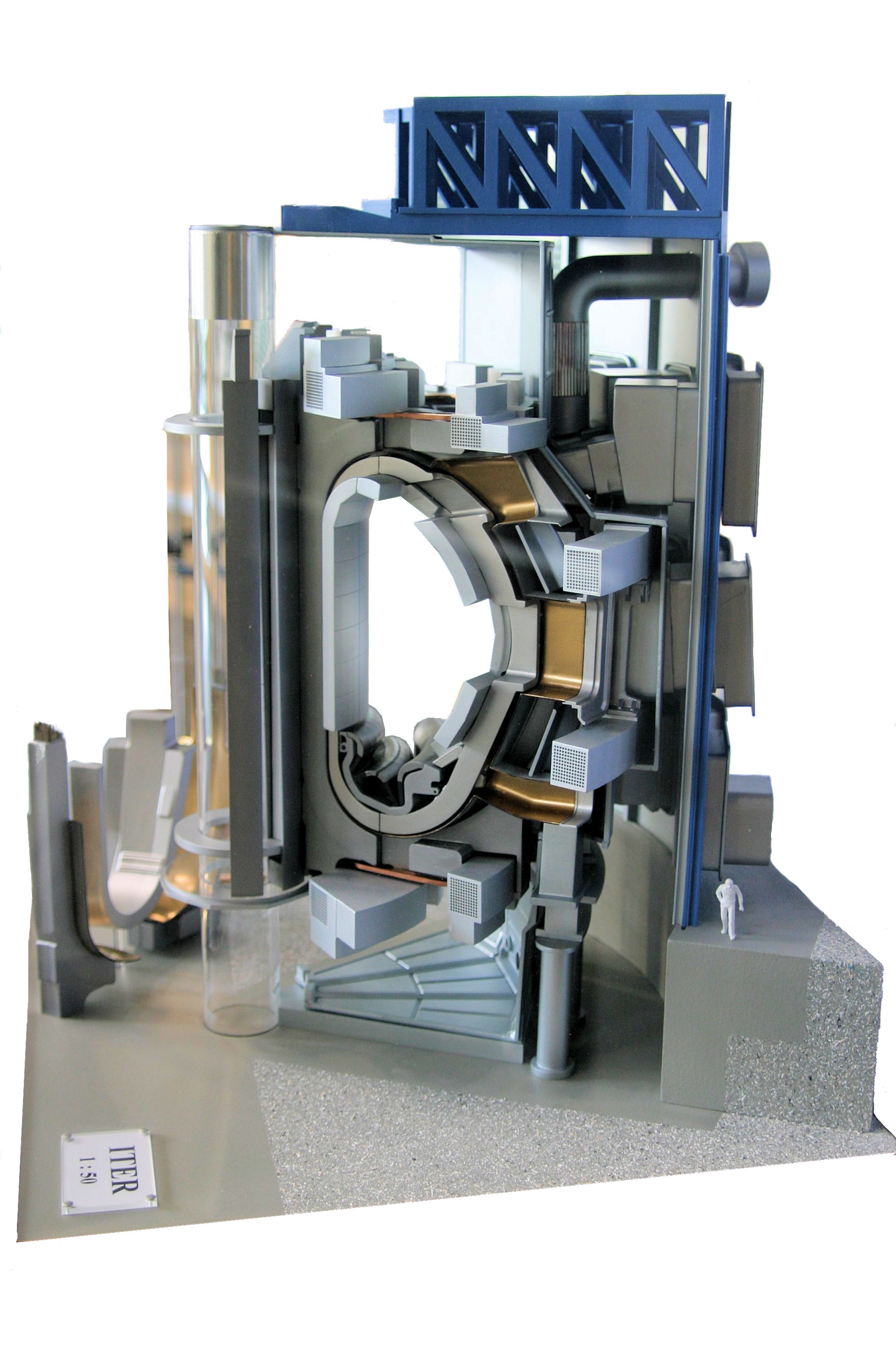
ITER: representação artística do setor toroidal

O ITER consiste em uma usina de fusão nuclear, que usa o hidrogênio operando a 100 milhões °C para produzir 500 MW de potência durante 20 minutos, através do processo de fusão nuclear.  Dessa maneira, em condições laboratoriais, são reproduzidas as reações de fusão nuclear que ocorrem no interior das estrelas, como o nosso Sol, em um processo denominado nucleossíntese estelar, o que o faz ser uma das tecnologias do futuro para geração de energia elétrica renovável, limpa e barata.
Diante dos atuais reatores nucleares baseados na fissão, os reatores termonucleares são absolutamente seguros, pois em caso de uma avaria, como a que ocorreu em Chernobil, a reação termonuclear é suspensa em milésimos de segundo. Ao contrário das atuais centrais nucleares, os reatores termonucleares não produzem resíduos radioativos nocivos, apenas liberam hélio, um gás inerte e inofensivo.

## Construção

Participantes do projeto ITER

O local já está em construção, localizado em Cadarache (Bouches-du-Rhône, França) e deveria ter sua primeira operação no ano de 2025, o prazo foi alterado para 2034, um dos motivos alegados para o adiamento foi a covid-19. Há mais de três anos o avanço do projeto ITER estava parado porque os seis países e organizações que o promovem não conseguiam chegar a um acordo sobre o lugar de sua construção. União Europeia, China e Rússia apoiavam a construção do reator na França, enquanto Estados Unidos, Coreia do Sul e Japão apostavam na cidade japonesa de Rokkasho Mura, ao norte do arquipélago. A Rosatom, agência russa para a energia atômica, explicou que o país onde será construído o reator deve assumir 50% das despesas de construção e exploração, enquanto os demais participantes aportam, cada um, 10% do custo do projeto, avaliado inicialmente em 5 bilhões de dólares americanos, o investimento já está em US$28 Bilhões .